# Edward Boscawen

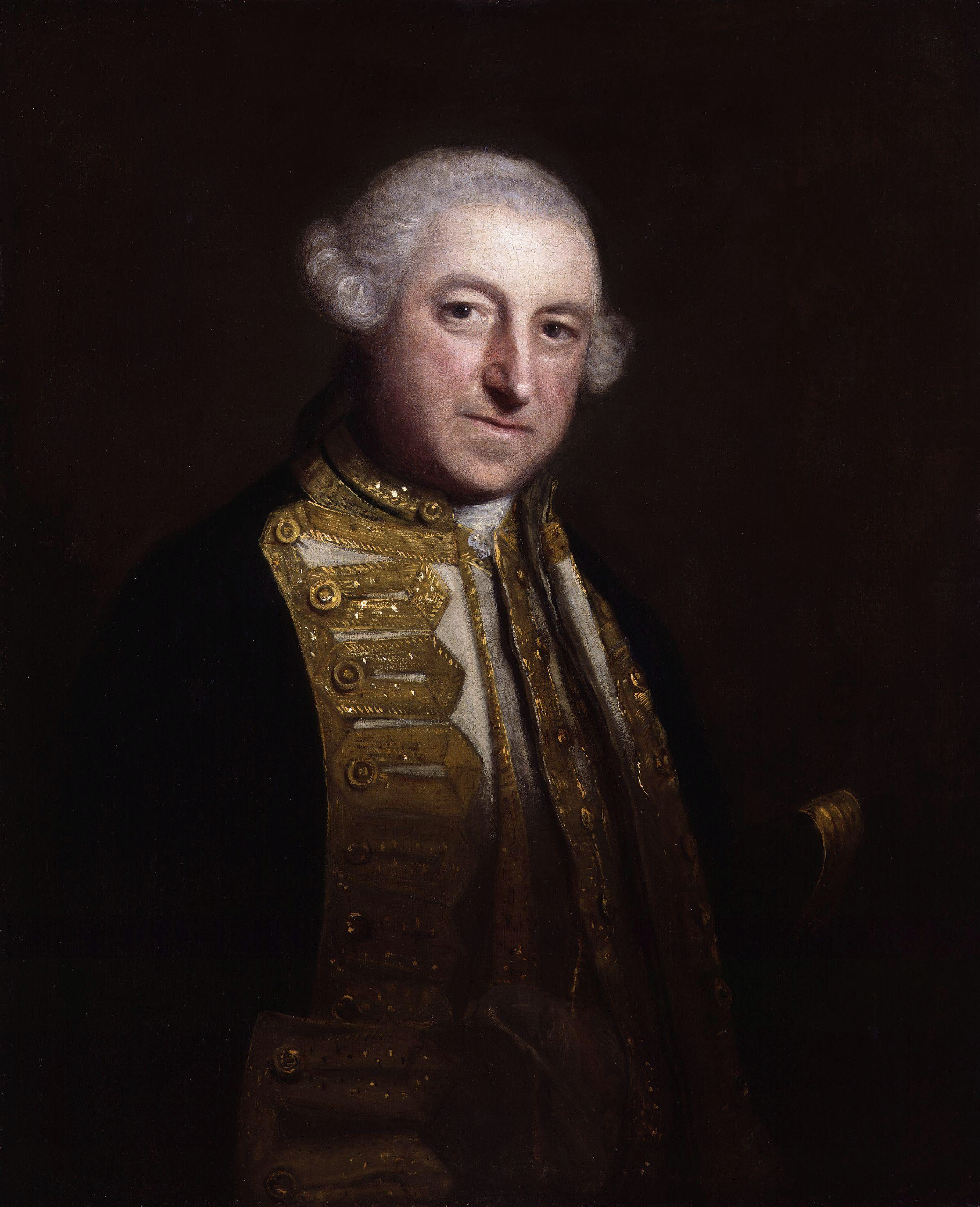
Edward Boscawen.

El Almirante Edward Boscawen (19 de agosto de 1711-10 de enero de 1761) fue un marino y político británico.
Fue el tercer hijo de Hugh Boscawen, Primer Vizconde de Falmouth. Ingresó en la Marina Real Británica muy joven y, en 1730, se distinguió con la captura de Porto Bello. Debido a su agresividad en batalla y sus numerosas victorias, recibió los apodos de "Viejo Acorazado" y "Dick Gesto-Rígido".

## Guerra de Sucesión Austriaca
La reputación de Boscawen continuó creciendo durante la Guerra de Sucesión Austriaca (1740-1748). En el sitio de Cartagena en marzo de 1741, lideró a un grupo de marinos que consiguieron tomar una batería de quince cañones de gran calibre, estando expuestos al fuego enemigo proveniente de otro fuerte. Al regresar a Inglaterra al año siguiente, se casó con Frances Evelyn, hija de William Granville Evelyn de Saint Clare, en Kent. También en 1742 entró a formar parte del Parlamento por parte del distrito electoral de Truro. En 1744, capturó la fragata francesa Médée, comandada por M. de Hocquart, el primer barco capturado en la guerra. En mayo de 1747, en la primera Batalla de Finisterre, fue herido en el hombro con una bala de mosquete. Hocquart volvió a ser su prisionero, logrando capturar todos los barcos enemigos franceses, un total de diez. El 15 de julio fue ascendido a contralmirante y comandante-en-jefe de la expedición a las Indias Orientales. El 29 de julio de 1748, llegó al Fuerte St. David's. Poco después se dispuso a asediar a la colonia francesa de Pondicherry pero, las enfermedades y la llegada del monzón le hizo desitir de su intento. 
Ese mismo año de 1748, recibió la noticia de que había finalizado la guerra y Madras le fue entregada por los franceses. En abril de 1750 regresó a Inglaterra y, al año siguiente, fue nombrado como uno de los Lores del Almirantazgo y elegido Hermano Mayor ("elder brethren" en inglés) de la Casa de la Trinidad ("Trinity House", en inglés). En esa época, compró Hatchlands Park y la reconstruyó.

## La Guerra de los Siete Años

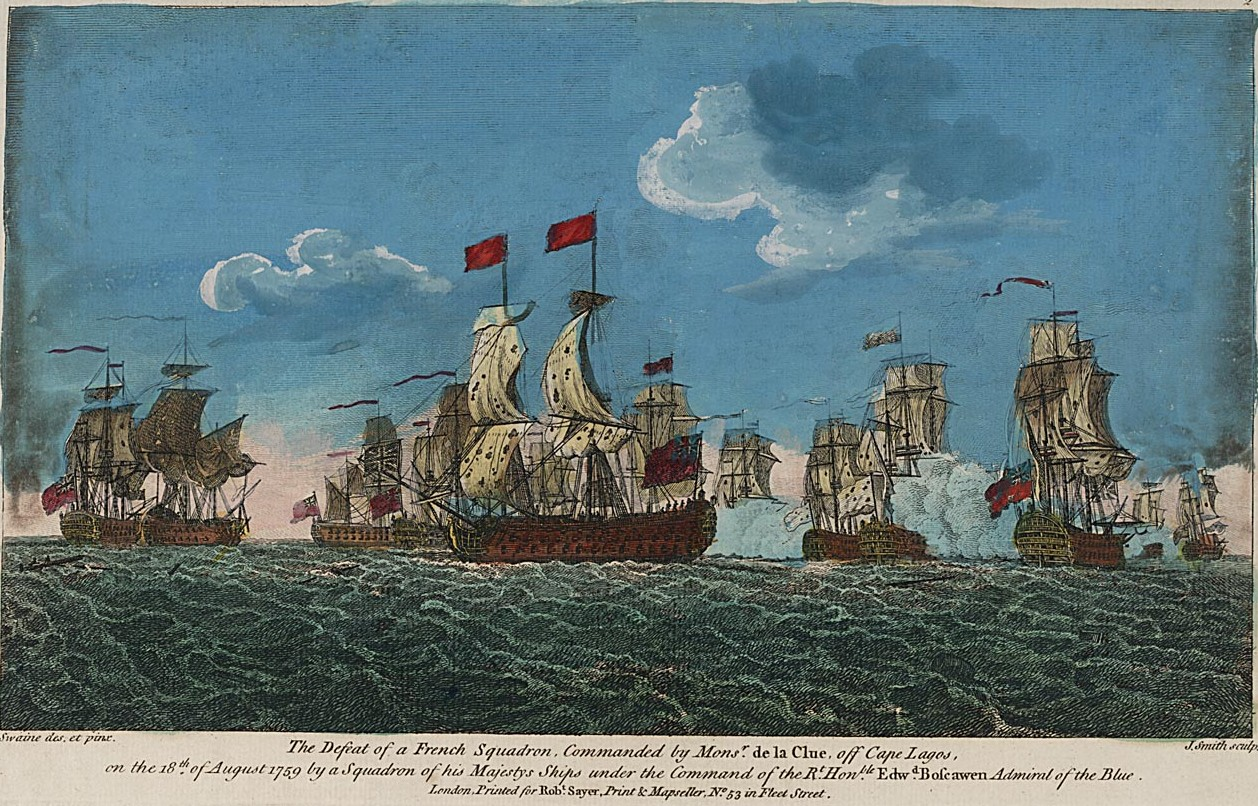
Batalla de Lagos en 1759 frente a Portugal. Derrota de la escuadra francesa de La Clue frente a la escuadra inglesa de lord Boscawen.

Los éxitos profesionales de Boscawen continuaron antes y durante la Guerra de los Siete Años (1756-1763). En febrero de 1755, fue nombrado vicealmirante y, en abril, interceptó un escuadrón francés que iba camino de Norteamérica y logró capturar dos buques de esa nacionalidad que disponían de sesenta y cuatro cañones cada uno. Hocquart se convirtió en su prisionero por tercera vez y Boscawen regresó a Inglaterra con mil quinientos prisioneros. Gracias a esta hazaña, recibió la gratitud del Parlamento.
En 1758, fue nombrado Almirante del Azul ("Admiral of the Blue", en inglés; un cargo solo existente en el Reino Unido) y comandante-en-jefe de la expedición a Cabo Bretón, donde, con la ayuda del General Amherst, logró tomar la Fortaleza de Luisburgo, junto con la Isla del Cabo Bretón, recibiendo de nuevo la enhorabuena por parte de la Cámara de los Comunes. Su hermano, el Coronel George Boscawen, estuvo al mando del 29º Regimiento de a Pie en la Fortaleza de Luisburgo. En Nueva Escocia, el gobernador Charles Lawrence le invitó a asistir al consejo colonial y pudo estar implicado en la decisión de expulsar a diez mil colonos acadianos en 1755. Este hecho es conocido como la Gran Expulsión.
La más importante victoria de Boscawen tuvo lugar en 1759. Francia tenía previsto enviar una fuerza de invasión desde el puerto de Brest, pero necesitaba reunirse con su flota para proteger esta fuerza durante la travesía. Boscawen persiguió a la flota francesa comandada por M. de la Clue y, en la Batalla de Lagos, logró capturar dos grandes naves francesas e incendiar dos más, regresando a Inglaterra con dos mil prisioneros. 
En diciembre de 1760, Edward fue nombrado general de los Marines Reales, con un salario de 3000 libras anuales, además de jurar como miembro del Consejo Privado. 
Murió debido a una fiebre en 1761 y está enterrado en el cementerio de St. Michael, en Penkivel, Cornualles. El pueblo de Boscawen, Nuevo Hampshire, lleva su nombre en honor a él.